# Lamprothyrsus
Lamprothyrsus là một chi thực vật có hoa trong họ Hòa thảo (Poaceae).

## Loài
Chi Lamprothyrsus gồm các loài: